# Municipio de Wolf Lake
El municipio de Wolf Lake (en inglés: Wolf Lake Township) es un municipio ubicado en el condado de Becker en el estado estadounidense de Minnesota. En el año 2010 tenía una población de 242 habitantes y una densidad poblacional de 2,61 personas por km².

## Geografía
El municipio de Wolf Lake se encuentra ubicado en las coordenadas 46°51′14″N 95°21′48″O / 46.85389, -95.36333. Según la Oficina del Censo de los Estados Unidos, el municipio tiene una superficie total de 92.78 km², de la cual 85,65 km² corresponden a tierra firme y (7,68 %) 7,13 km² es agua.

## Demografía
Según el censo de 2010, había 242 personas residiendo en el municipio de Wolf Lake. La densidad de población era de 2,61 hab./km². De los 242 habitantes, el municipio de Wolf Lake estaba compuesto por el 98,35 % blancos, el 0,41 % eran afroamericanos, el 0,83 % eran amerindios y el 0,41 % eran de una mezcla de razas. Del total de la población el 1,24 % eran hispanos o latinos de cualquier raza.